# Piața Unirii

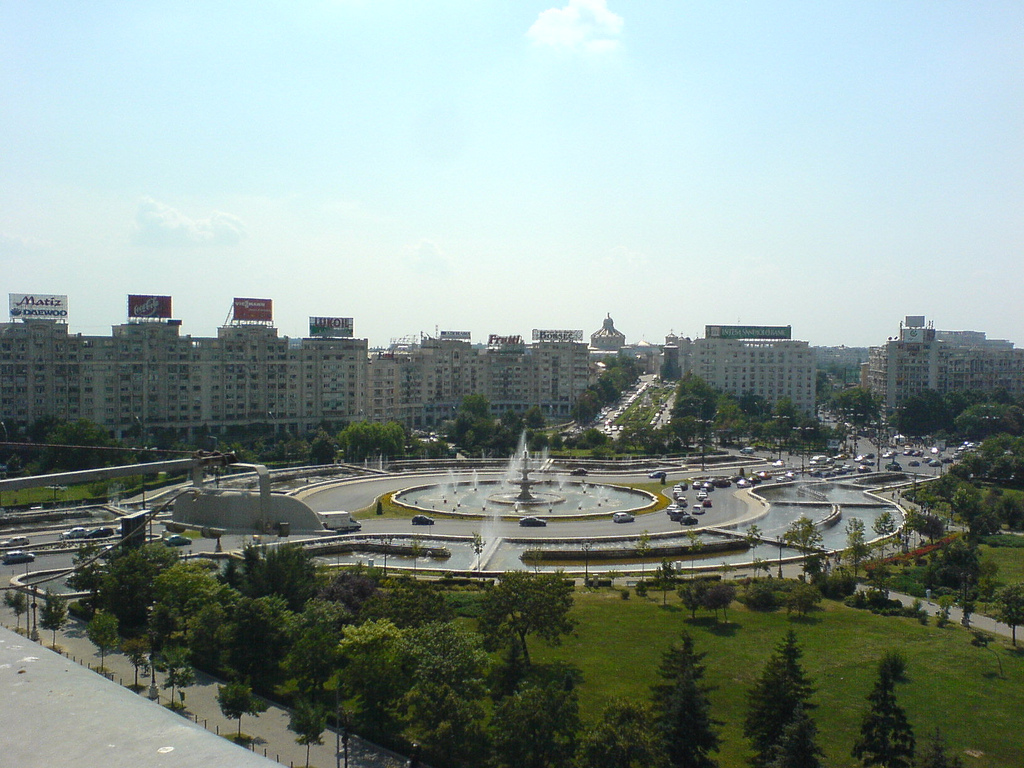
Union Square, Bucharest

Piața Unirii (pronunciació en romanès: [ˈPjat͡sa uˈnirij]; Plaça de la unió en català) és una de les places més grans del centre de Bucarest, situada al centre de la ciutat on es troben els sectors 1, 2, 3 i 4.
Es divideix en dues parts pel bulevard Unirii, construït originalment durant l'època comunista com a bulevard de la victòria del socialisme i rebatejat amb el nom de Revolució romanesa.
La plaça és un important centre de transport, que conté l'estació de metro Piața Unirii i un important intercanviador per als autobusos RATB; també hi ha una terminal de tramvia a prop de la cantonada sud-oest. El centre comercial Unirea, els grans magatzems Cocor i una gran parada de taxis es troben al costat est d'aquesta plaça, mentre que Hanul lui Manuc és al costat nord, a prop de l'angle nord-est.
El centre de la plaça compta amb un petit parc i fonts que són especialment populars entre els viatgers i els vianants durant els tòrrids mesos d'estiu. Hi havia plans per construir la Catedral de Salvació Nacional de Romania al lloc d'aquest parc, però la idea va resultar tècnicament impossible a causa de l'ambient subterrani ocupat i la manca de popularitat entre els ciutadans locals i, per tant, es va canviar la ubicació.
La plaça presenta un gran arbre de Nadal erigit cada desembre.

## Galeria

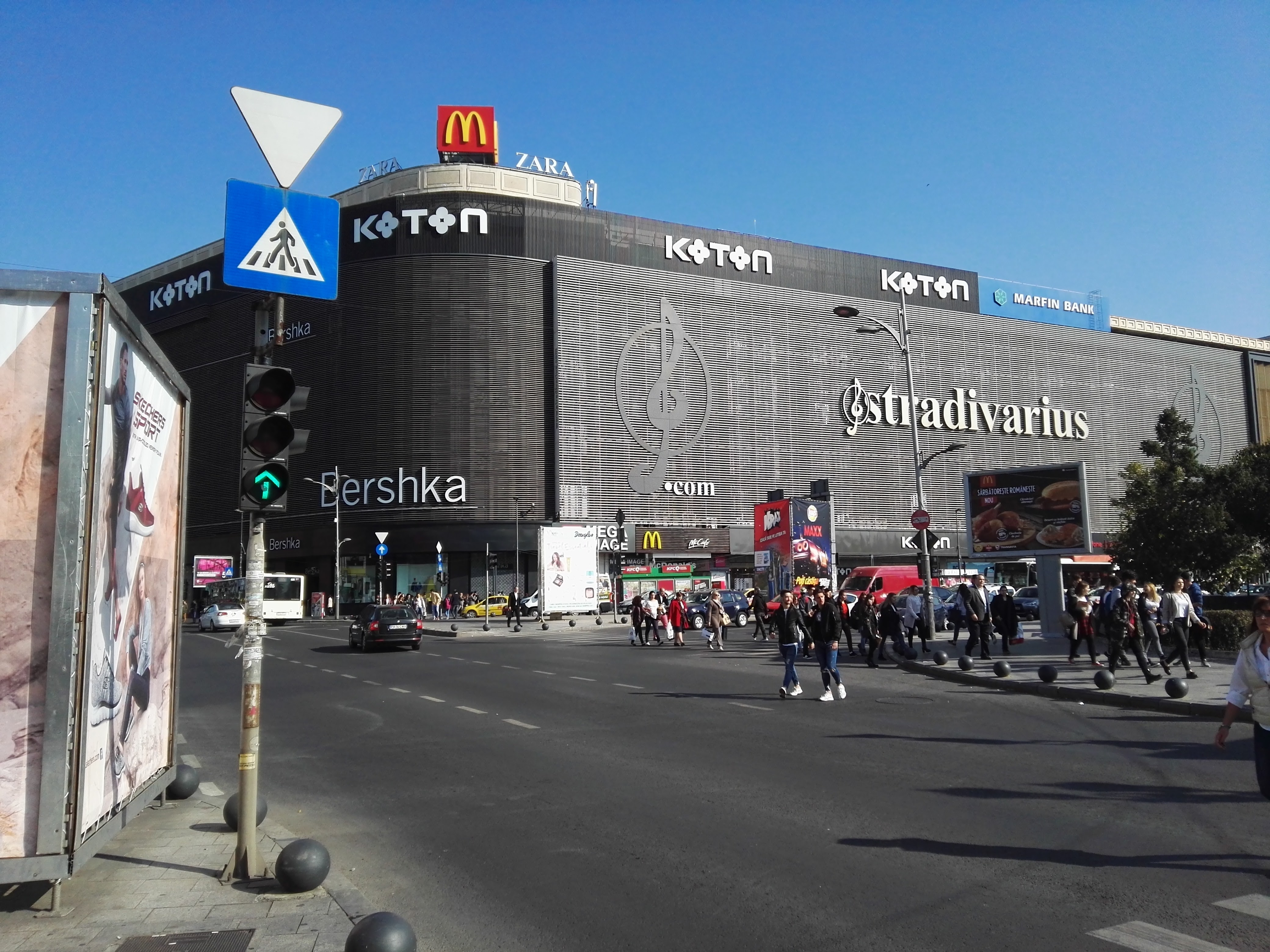
Centre Comercial Unirea
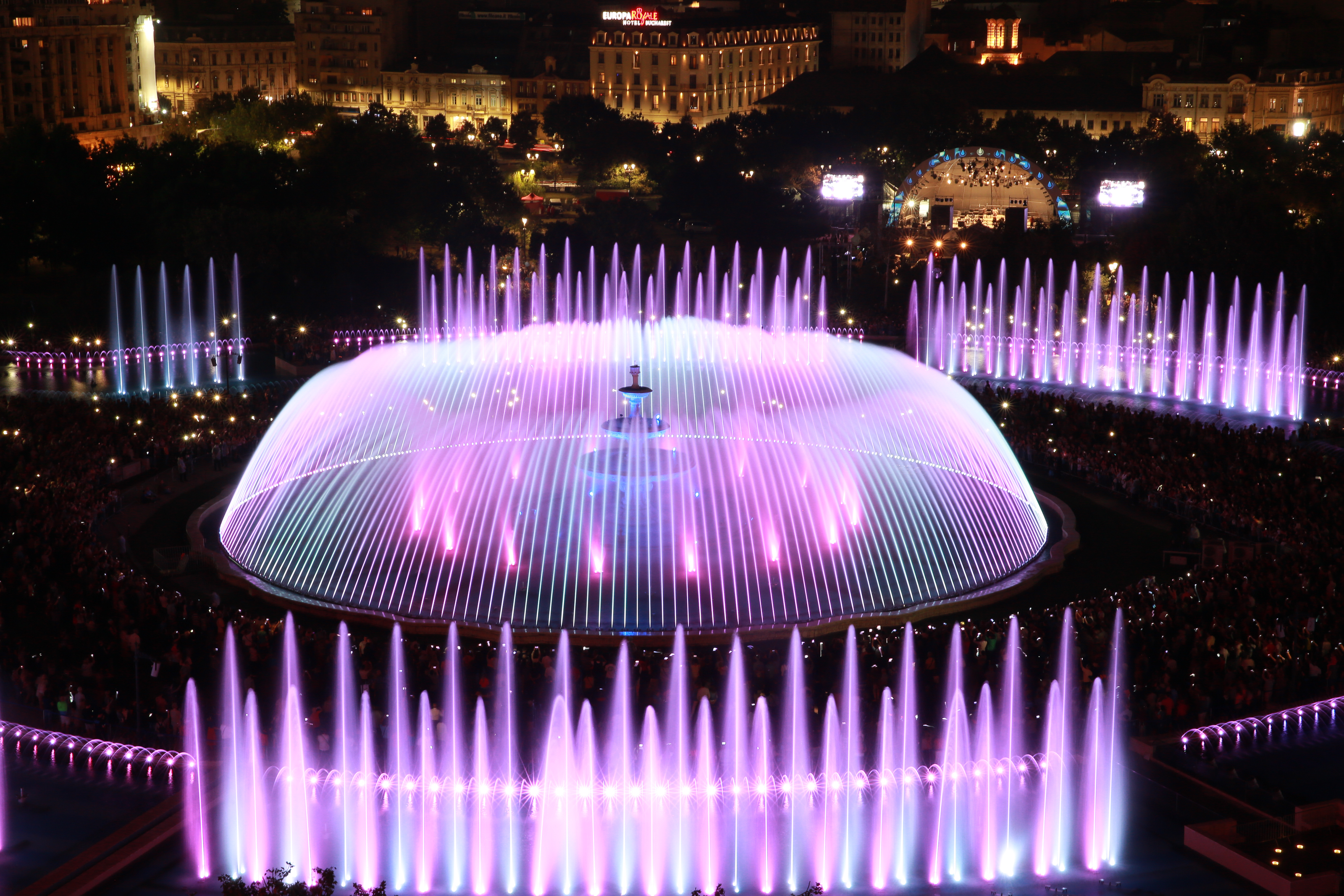
Fonts al centre de la plaça Unirii
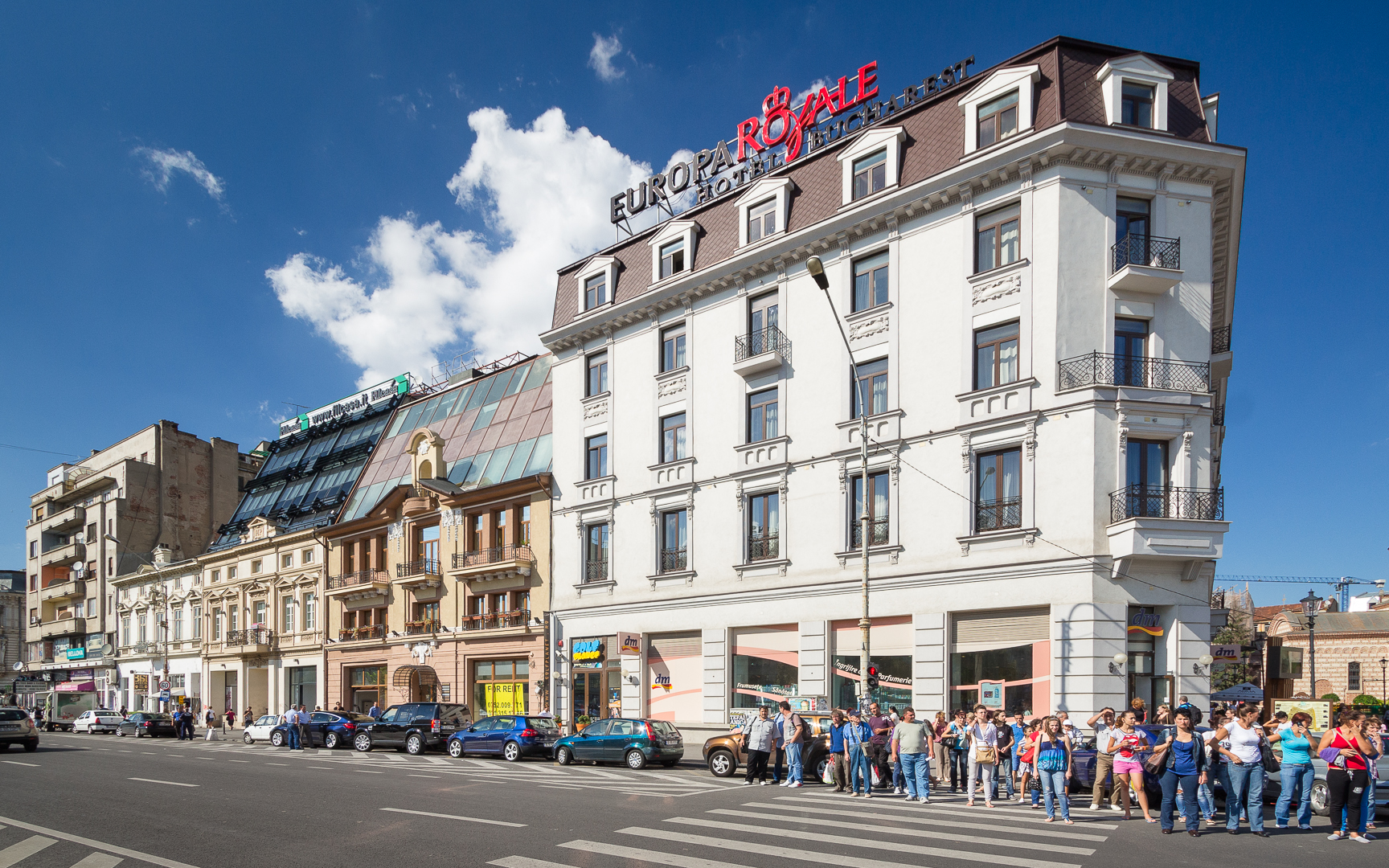
Splaiul Independenței